# Vang (Buskerud)
Vang is een plaats in de Noorse gemeente Ringerike, provincie Buskerud. Vang telt 1841 inwoners (2007) en heeft een oppervlakte van 1,46 km².

## Bijzonderheden
In 1943 werd nabij de boerderij Gjermundbu, een helm uit de Vikingtijd gevonden, de Gjermundbuhelm, daterend uit omstreeks 950-975. Deze wordt tentoongesteld in het Historisk museum van Oslo.